# Rainer Hüttemann
Rainer Hüttemann (* 28. April 1963 in Recklinghausen) ist ein deutscher Rechtswissenschaftler und Hochschullehrer an der Universität Bonn.

## Leben und Wirken
Rainer Hüttemann studierte nach dem Abitur 1982 zunächst Volkswirtschaftslehre und später auch Rechtswissenschaft als Stipendiat der Studienstiftung des deutschen Volkes an der Universität Bonn. Nach dem Ersten Juristischen Staatsexamen 1989 arbeitete er als wissenschaftlicher Mitarbeiter am Bonner Institut für Steuerrecht, wo er 1990 unter Betreuung von Brigitte Knobbe-Keuk zum Dr. iur. promoviert wurde. Seine steuerrechtliche Dissertation wurde 1991 mit dem Fakultätspreis ausgezeichnet. Während der Referendarzeit am Oberlandesgericht Köln schloss er 1991 sein wirtschaftswissenschaftliches Studium als Diplom-Volkswirt ab und bestand 1993 die Zweite Juristische Staatsprüfung.
Von 1993 bis 1998 war er als wissenschaftlicher Assistent am Institut für Steuerrecht tätig. Im Wintersemester 1997/98 habilitierte er sich an der Universität Bonn mit einer zivil- und gesellschaftsrechtlichen Untersuchung für die Fächer Bürgerliches Recht, Handels-, Wirtschafts- und Steuerrecht. 1998 wechselte er an die Universität Osnabrück, wo er 2001/2002 Dekan des Fachbereichs Rechtswissenschaften und von 2002 bis 2004 auch Senatsmitglied war.
2004 wurde er Direktor des Instituts für Steuerrecht an die Universität Bonn. Von 2014 bis 2016 war er Dekan der Bonner Rechts- und Staatswissenschaftlichen Fakultät. Von 2016 bis 2024 war er Senator der Bonner Universität und von 2018 bis 2024 auch Senatsvorsitzender. Ferner gehört er seit 2016 dem Vorstand der Bonner Universitätsstiftung an, seit 2021 als Vorstandsvorsitzender.
Zu seinen Forschungsschwerpunkten gehören neben dem Bilanz- und Unternehmenssteuerrecht vor allem das Stiftungsrecht, das Steuerrecht von Non-Profit-Organisationen sowie Rechtsfragen der Unternehmensbewertung.

## Mitgliedschaften (Auswahl)
Hüttemann ist Mitglied der Deutschen Steuerjuristischen Gesellschaft (war Vorsitzender des wissenschaftlichen Beirats 2016–2022), des Fachinstituts der Steuerberater (Vorstandsmitglied 2002–2020), des Deutschen Hochschulverbandes (Sachverständiger für Steuerrecht und Finanzen), des Bundesverbandes Deutscher Stiftungen (Vorstandsmitglied 2002–2011), des Deutschen Juristentages sowie weiterer wissenschaftlicher Vereinigungen.

## Veröffentlichungen (Auswahl)
- Wirtschaftliche Betätigung und steuerliche Gemeinnützigkeit. Otto Schmidt, Köln 1991, ISBN 3-504-64212-2 (Dissertation).
- Leistungsstörungen bei Personengesellschaften. Otto Schmidt, Köln 1998, ISBN 3-504-33005-8 (Habilitationsschrift).
- Die Besteuerung der öffentlichen Hand. Otto Schmidt, Köln 2002, ISBN 3-504-64229-7.
- Gemeinnützigkeitsrecht und Spendenrecht. Otto Schmidt, Köln 2008; 5. Aufl. Köln 2021, ISBN 978-3-504-06263-7.
- als Hrsg.: Gestaltungsfreiheit und Gestaltungsmissbrauch im Steuerrecht. Otto Schmidt, Köln 2010, ISBN 978-3-504-62035-6.
- als Hrsg. mit Andreas Richter, Birgit Weitemeyer: Landesstiftungsrecht. Otto Schmidt, Köln 2011, ISBN 978-3-504-49945-7.
- mit Franz Dötsch, Andreas Herlinghaus, Jürgen Lüdicke, Wolfgang Schön: Die Personengesellschaft im Steuerrecht. Otto Schmidt, Köln 2011, ISBN 978-3-504-64241-9.
- als Hrsg. mit Holger Fleischer: Rechtshandbuch Unternehmensbewertung. Otto Schmidt, Köln 2015; 3. neu bearb. und erw. Aufl. Köln 2024, ISBN 978-3-504-45562-0.
- mit Peter Rawert: Stiftungsrecht (§§ 80–89 BGB). In: J. v. Staudingers Kommentar zum Bürgerlichen Gesetzbuch mit Einführungsgesetz und Nebengesetzen. Neubearbeitung 2017, Sellier, München 2017, ISBN 978-3-8059-1225-9.
- als Hrsg. mit Wolfgang Schön: Unternehmenssteuerrecht. Otto Schmidt, Köln 2024, ISBN 978-3-504-20090-9.
- als Hrsg. mit Birgit Weitemeyer, Stephan Schauhoff: Umsatzsteuerrecht für den Nonprofitsektor. Otto Schmidt, 2. Aufl. Köln 2024, ISBN 978-3-504-24014-1.